# Teorema del resto
En álgebra el teorema del resto afirma que el resto {\displaystyle r\,}, que resulta al dividir un polinomio {\displaystyle p(x)\,} entre {\displaystyle x-a\,}, es igual a {\displaystyle p(a)\,.}

Esto se deduce directamente de una de las propiedades de la división, la que dice que

{\displaystyle p(x)=q(x)c(x)+r(x)\,,}
donde {\displaystyle p(x)\,} es el dividendo, {\displaystyle q(x)\,} el divisor, {\displaystyle c(x)\,} el cociente y {\displaystyle r(x)\,} el resto y verificándose además, que el grado de {\displaystyle r(x)\,} es menor que el grado de {\displaystyle q(x)\,}.

En efecto, si tomamos el divisor {\displaystyle q(x)=x-a\,} entonces {\displaystyle r(x)\,} tiene grado menor que 1 (el grado del resto es 0); es decir, es una constante que podemos llamar r, y la fórmula anterior se convierte en:

{\displaystyle p(x)=(x-a)c(x)+r\,.}
Tomando el valor {\displaystyle x=a\!\,} se obtiene que:
{\displaystyle {\frac {}{}}p(a)=r}
El teorema del resto nos permite calcular {\displaystyle p(a)\,} calculando el resto o viceversa. También puede deducirse de él, fácilmente, el teorema del factor, de gran utilidad para descomponer un polinomio en factores.

## Ejemplo
Sea {\displaystyle p(x)=x^{3}-3x^{2}-7\,}. 
Al dividir {\displaystyle p(x)} por {\displaystyle x-2} obtenemos el cociente 
{\displaystyle c(x)=x^{2}-x-2\,} y el resto {\displaystyle r=-11\,}.
Podemos asegurar entonces, que {\displaystyle p(2)=-11\,},

## Teorema del factor
Una consecuencia directa es que {\displaystyle (x-a)} es un factor del polinomio {\displaystyle f(x)} si y solo si {\displaystyle f(a)=0}.